# Jean-Baptiste Boyer d'Argens
Jean-Baptiste de Boyer, marchese d'Argens (Aix-en-Provence, 24 giugno 1704 – Castello di La Garde, 11 gennaio 1771), è stato uno scrittore e filosofo francese.

## Biografia
Figlio di un procuratore generale, seguì la carriera d'armi (entrò nell'esercito a 15 anni) e condusse una giovinezza molto avventurosa e licenziosa, per via della quale venne diseredato dal padre. Ferito davanti a Philipsburg nel 1734, lasciò il servizio militare e si ritirò ad Amsterdam nei Paesi Bassi, al fine di potervi scrivere liberamente i propri pamphlet. Qui scrisse alcune compilazioni storiche e cominciò le sue famose Lettres juives (The Hague, 6 volumi, 1738-1742), Lettres chinoises (The Hague, 6 volumi, 1739-1742), e le Lettres cabalistiques (2ª ed., 7 volumi, 1769), ispirate alle Lettere inglesi di Voltaire e alle Lettere persiane di Montesquieu; scrisse inoltre le Mémoires secrets de la république des lettres (7 volumi, 1743-1748), in seguito rivedute e accresciute come Histoire de l'esprit humain (Berlino, 14 volumi, 1765-1768).
Attirò l'attenzione di Federico II, re di Prussia, con i suoi attacchi contro il Cristianesimo: il sovrano lo chiamò alla sua corte a Potsdam, lo rese suo ciambellano con 6.000 franchi di trattamento e lo nominò direttore generale dell'Accademia. Fu nominato "Kammerherr" e Direttore dell'Accademia. Tuttavia, Federico rimase amaramente offeso per via del suo matrimonio con l'attrice berlinese Mlle Cochois.
Dopo aver vissuto 25 anni in intimità con Federico II, il marchese d'Argens tornò ad Aix per trascorrere i suoi ultimi anni con la famiglia. Argens tornò infine in Francia nel 1769 e morì nei pressi di Tolone l'11 gennaio 1771.
Era dotato di un'erudizione vasta e varia, e i suoi scritti sono ispirati dalla filosofia scettica dell'epoca. I suoi scritti erano indirizzati a un pubblico generico; in questo modo, egli favorì un'ampia diffusione delle idee dell'Illuminismo. Scrisse di filosofia, storia e religione, e semplificò le innovative discussioni empiriche di filosofi come Voltaire, Pierre Bayle e Bernard de Fontenelle.

## Opere
- Mémoires de M. le marquis d'Argens (1735)
- Mémoires secrets de la République des Lettres (1737-1744)
- Lettres cabalistiques (1741)
- Lettres juives (1738) (Corrispondenza filosofica, storica e critica tra un ebreo viaggiatore e i suoi corrispondenti in vari luoghi)
- Lettres chinoises (1751)
- Philosophie du bon sens (1768)
- Correspondance avec Frédéric II (pubblicata nel 1799)
- traduzioni di autori antichi.

Robert Darnton ritiene che d'Argens fu probabilmente l'autore del romanzo filosofico-pornografico Thérèse philosophe, ou mémoires pour servir à l'histoire du P. Dirrag et de Mlle Eradice.